# Knee down

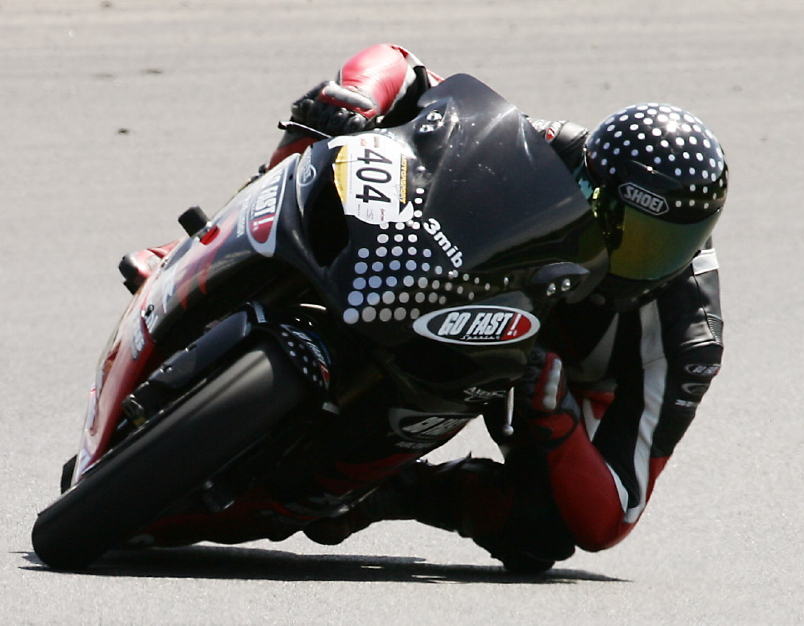
Motorrijder maakt een knee down

Knee down staat voor het rijden met een motorfiets waarbij in bochten een knie aan de grond komt.
Deze rijstijl is voor motorcoureurs bruikbaar om een indicatie te krijgen van de hellingshoek van de motorfiets en om te voorkomen dat de motor zelf platter gelegd moet worden, waardoor delen (voetsteunen) de grond zouden raken. Om pijnlijke knieën te voorkomen worden knee sliders (ook wel: knee protectors of knee-pads) gebruikt. Dit zijn kunststof beschermers. 
De knee down is in bepaalde kringen een statusverhogende techniek. Vaak worden door die groep 'sparkling knee-pads' gebruikt, dus knee-pads waar letterlijk de vonken van af komen als ze over het asfalt schuiven. Analoog aan de term knee down wordt ook weleens gestunt met een hand-down of zelfs een elbow down. De term total down is sarcastisch bedoeld als bovengenoemde technieken tot een val leiden. Sommige handelaren informeren bij verkoop van sparkling knee-pads welke kuipdelen alvast besteld kunnen worden.